# Jasna Polana (obwód żytomierski)
Jasna Polana (ukr. Ясна Поляна, Jasna Poljana) – wieś w rejonie pulińskim obwodu żytomierskiego.